# Quincey (Alt Saona)
Quincey és un municipi francès situat al departament de l'Alt Saona i a la regió de Borgonya - Franc Comtat. L'any 2007 tenia 1.205 habitants.

## Demografia

### Població
El 2007 la població de fet de Quincey era de 1.205 persones. Hi havia 480 famílies, de les quals 96 eren unipersonals (48 homes vivint sols i 48 dones vivint soles), 188 parelles sense fills, 168 parelles amb fills i 28 famílies monoparentals amb fills.
La població ha evolucionat segons el següent gràfic:
Habitants censats

### Habitatges
El 2007 hi havia 508 habitatges, 492 eren l'habitatge principal de la família, 1 era una segona residència i 15 estaven desocupats. 469 eren cases i 38 eren apartaments. Dels 492 habitatges principals, 412 estaven ocupats pels seus propietaris, 73 estaven llogats i ocupats pels llogaters i 7 estaven cedits a títol gratuït; 1 tenia una cambra, 4 en tenien dues, 44 en tenien tres, 123 en tenien quatre i 320 en tenien cinc o més. 425 habitatges disposaven pel capbaix d'una plaça de pàrquing. A 194 habitatges hi havia un automòbil i a 266 n'hi havia dos o més.

### Piràmide de població
La piràmide de població per edats i sexe el 2009 era:
| Homes | Edats   | Dones |
| ----- | ------- | ----- |
| 0     | 95 o +  | 0     |
| 0     | 90 a 94 | 8     |
| 0     | 85 a 89 | 4     |
| 8     | 80 a 84 | 8     |
| 16    | 75 a 79 | 4     |
| 16    | 70 a 74 | 16    |
| 28    | 65 a 69 | 52    |
| 28    | 60 a 64 | 32    |
| 28    | 55 a 59 | 36    |
| 52    | 50 a 54 | 52    |
| 44    | 45 a 49 | 32    |
| 60    | 40 a 44 | 60    |
| 24    | 35 a 39 | 40    |
| 24    | 30 a 34 | 20    |
| 24    | 25 a 29 | 20    |
| 4     | 20 a 24 | 20    |
| 32    | 15 a 19 | 56    |
| 60    | 10 a 14 | 28    |
| 24    | 5 a 9   | 32    |
| 16    | 0 a 4   | 20    |

## Economia
El 2007 la població en edat de treballar era de 803 persones, 582 eren actives i 221 eren inactives. De les 582 persones actives 556 estaven ocupades (273 homes i 283 dones) i 26 estaven aturades (11 homes i 15 dones). De les 221 persones inactives 119 estaven jubilades, 69 estaven estudiant i 33 estaven classificades com a «altres inactius».

### Ingressos
El 2009 a Quincey hi havia 499 unitats fiscals que integraven 1.264,5 persones, la mediana anual d'ingressos fiscals per persona era de 20.604 €.

### Activitats econòmiques
Dels 40 establiments que hi havia el 2007, 2 eren d'empreses alimentàries, 1 d'una empresa de fabricació d'altres productes industrials, 12 d'empreses de construcció, 10 d'empreses de comerç i reparació d'automòbils, 3 d'empreses de transport, 1 d'una empresa d'hostatgeria i restauració, 2 d'empreses financeres, 2 d'empreses immobiliàries, 3 d'empreses de serveis, 2 d'entitats de l'administració pública i 2 d'empreses classificades com a «altres activitats de serveis».
Dels 16 establiments de servei als particulars que hi havia el 2009, 2 eren tallers de reparació d'automòbils i de material agrícola, 4 guixaires pintors, 5 fusteries, 3 electricistes, 1 restaurant i 1 agència immobiliària.
Dels 2 establiments comercials que hi havia el 2009, 1 era una botiga de menys de 120 m² i 1 una peixateria.
L'any 2000 a Quincey hi havia 13 explotacions agrícoles.

## Equipaments sanitaris i escolars
El 2009 hi havia una escola elemental.

## Poblacions més properes
El següent diagrama mostra les poblacions més properes.